# Lissochlora discipuncta
Lissochlora discipuncta là một loài bướm đêm trong họ Geometridae.